# Alice et Moi
Alice et Moi (Nederlands: Alice en Ik), artiestennaam van Alice Vannoorenberghe of Alice Vanor, is een Franse singer-songwriter in het genre electropop. Ze maakte haar debuut in 2017 met haar ep Filme Moi. Haar eerste studioalbum genaamd Drama verscheen op 21 mei 2021.

## Biographie

### Begin
Alice werd geboren in Parijs. De artieste schreef en zong al vanaf jonge leeftijd met de steun van haar vader, die vroeger lid was van punkband. Na het behalen van haar middelbareschooldiploma volgde ze zogeheten voorbereidende lessen (classes préparatoires) in literatuur en geesteswetenschappen. Uiteindelijk behaalde ze een masterdiploma in journalistiek aan de Sciences Po in Parijs. Gedurende haar studie bracht Alice in samenwerking met muzikant Ivan Sjoberg enkele liedjes uit onder de naam Alice V, voordat ze in 2016 aan het project 'Alice et Moi' begon. In oktober 2017 bracht ze haar eerste ep uit genaamd Filme Moi, gevolgd door Frénésie in 2019. Op 21 mei 2021 verscheen Drama, haar eerste studioalbum, bij Sony Music Entertainment France.

### Oog en artiestennaam
Toen ze veertien of vijftien jaar oud was, tekende ze voor het eerst een oog op haar hand. Voor haar staat het oog voor creëren, voor gekte, voor passie en ze voelt zich er beter en sterker door.
De naam 'Alice et Moi' verwijst naar de tweevoudigheid van haar persoonlijkheid. In een interview legde ze uit dat ze aan de ene kant onzeker is, maar aan de andere kant een 'zeer enthousiaste' persoon 'die nergens bang voor is'. Door haar artiestennaam uit te spreken kunnen fans volgens haar een band met haar creëren en ontstaat er intimiteit.

## Discographie

### Ep's
Credits zijn afkomstig van Spotify.

| 1.                 | Il y a                    | Alice Vannoorenberghe, Ivan Sjoberg, JB Beurier | 3:43 |
| 2.                 | Filme moi                 | Alice Vannoorenberghe, Ivan Sjoberg, JB Beurier | 3:30 |
| 3.                 | Cent fois                 | Alice Vannoorenberghe, Ivan Sjoberg, JB Beurier | 3:14 |
| 4.                 | C'est toi qu'elle préfère | Alice Vannoorenberghe, Ivan Sjoberg, JB Beurier | 3:14 |
| 5.                 | Éoliennes                 | Alice Vannoorenberghe, Ivan Sjoberg, JB Beurier | 4:16 |
| Totale duur: 17:41 |                           |                                                 |      |

| 1.                 | J'veux sortir avec un rappeur | Alice Vannoorenberghe, Ivan Sjoberg                   | 3:29 |
| 2.                 | T'es fait pour me plaire      | Alice Vannoorenberghe, Sjoberg, Jean-Baptiste Beurier | 3:09 |
| 3.                 | C'est de la frénésie          | Alice Vannoorenberghe, Sjoberg                        | 2:53 |
| 4.                 | Je suis all about you         | Alice Vannoorenberghe, Sjoberg                        | 3:18 |
| 5.                 | J'en ai rien à faire          | Alice Vannoorenberghe, Sjoberg                        | 3:30 |
| Totale duur: 16:19 |                               |                                                       |      |

### Album
Credits zijn afkomstig van Spotify.

| 1.                 | Je suis fan                             | Alice et Moi, Ivan Sjoberg     | Dani Terreur, Nino Vella                        | 2:48 |
| 2.                 | Foutez-moi la paix                      | Alice et Moi, Terreur          | Terreur                                         | 2:52 |
| 3.                 | Karma                                   | Alice et Moi, Sjoberg          | Terreur                                         | 3:15 |
| 4.                 | C'est toi que je veux (met Joanna)      | Alice et Moi, Terreur, Joanna  | Terreur                                         | 3:14 |
| 5.                 | Les mots qui te font rêver              | Alice et Moi, Sjoberg          | Terreur                                         | 3:26 |
| 6.                 | Maman m'a dit                           | Alice et Moi, Sjoberg          | Terreur, Tristan Salvati, Elie Zylberman, Lamri | 2:35 |
| 7.                 | Tout va bien                            | Alice et Moi, Terreur          | Terreur, Nino Vella                             | 2;27 |
| 8.                 | Reine du drama                          | Alice et Moi, Sjoberg          | Terreur, Majeur Mineur, Shawondasee             | 3:05 |
| 9.                 | Le pire de nous deux (met Dani Terreur) | Alice et Moi, Terreur          | Terreur                                         | 3:14 |
| 10.                | Les gens sont cools                     | Alice et Moi, Sjoberg          | Terreur                                         | 3:08 |
| 11.                | Démon                                   | Alice et Moi, Terreur          | Terreur, Majeur Mineur, Shawondasee             | 4:02 |
| 12.                | T'aimerais que ce soit vrai             | Alice et Moi, Terreur, Sjoberg | Terreur, Majeur Mineur, Shawondasee             | 2:39 |
| 13.                | Sur mon lit                             | Alice et Moi, Sjoberg          | Terreur, Majeur Mineur, Shawondasee             | 3:19 |
| 14.                | Tout nus                                | Alice et Moi, Sjoberg          | Terreur                                         | 3:11 |
| 15.                | Danse avec moi                          | Alice et Moi, Terreur          | Terreur, Majeur Mineur, Shawondasee             | 2:47 |
| 16.                | J'veux sortir avec un rappeur - Summer  | Alice et Moi, Sjoberg          | Terreur                                         | 3:30 |
| Totale duur: 49:38 |                                         |                                |                                                 |      |

### Singles
| Titel                                    | Jaar van verschijnen | Album/Ep | Vertaling                                      | Opmerking                                         |
| ---------------------------------------- | -------------------- | -------- | ---------------------------------------------- | ------------------------------------------------- |
| Tu m'avais dit (Acoustic Version)        | 2018                 | Geen     | 'Jij had tegen me gezegd (Akoestische versie)' |                                                   |
| J'veux sortir avec un rappeur            | 2018                 | Frénésie | 'Ik wil daten met een rapper'                  | Een 'Summer'-versie staat ook op het album Drama. |
| C'est de la frénésie                     | 2019                 | Frénésie | 'Het is bezetenheid'                           |                                                   |
| J'en ai rien à faire                     | 2019                 | Frénésie | 'Het boeit me helemaal niet'                   |                                                   |
| L'Amour à la plage                       | 2019                 | Geen     | 'Liefde op het strand'                         | Cover van Niagara                                 |
| Je n'ai rien à faire                     | 2020                 | Geen     | 'Ik heb niets te doen'                         | Variatie van J'en ai rien à faire                 |
| T'aimerais que ce soit vrai              | 2020                 | Drama    | 'Je zou willen dat het echt was'               |                                                   |
| T'aimerais que ce soit vrai (Acoustique) | 2020                 | Geen     | 'Je zou willen dat het was (Akoestisch)'       |                                                   |
| Les gens sont cools                      | 2020                 | Drama    | 'Mensen zijn cool'                             |                                                   |
| Je suis fan                              | 2021                 | Drama    | 'Ik ben fan'                                   |                                                   |
| Maman m'a dit                            | 2021                 | Drama    | 'Mama zei tegen me'                            |                                                   |